# Джоб, Феликс Алаба Адеосин
Феликс Алаба Адеосин Джоб (Felix Alaba Adeosin Job, 24 июня 1938 года, Колониальная Нигерия) — католический прелат, епископ Ибадана с 5 октября 1974 года, первый архиепископ Ибадана с 26 марта 1994 года по 29 октября 2013 года.

## Биография
24 декабря 1966 года Феликс Алаба Адеосин Джоб был рукоположён в священника.
11 марта 1971 года Римский папа Павел VI назначил Феликса Алабу Адеосина Джоба вспомогательным епископом епархии Ибадана. 4 июля 1971 года состоялось рукоположение Феликса Алабы Адеосина Джоба в епископа, которое совершил епископ Ибадана Ричард Финн в сослужении с архиепископом Лагоса Иоанном Квао Амузу Аггеем и епископом Иджебу-Оде Антонием Салиу Сануси.
5 октября 1974 года Римский папа Павел VI назначил Феликса Алабу Адеосина Джоба епископом Ибадана. 26 марта 1994 года Римский папа Иоанн Павел II возвёл епархию Ибадана в ранг архиепархии и Феликс Алаба Адеосин Джоб стал её первым архиепископом.
29 октября 2013 года подал в отставку.